# سیکاوپنتادینی لیرون دیکربونیل دیمر
سیکلوپنتادینیل آیرون دیکربونیل دیمر (به انگلیسی: Cyclopentadienyliron dicarbonyl dimer) با فرمول شیمیایی کربن۱۴هیدروژن۱۰آهن۲اکسیژن۴ یک ترکیب شیمیایی است. که جرم مولی آن ۳۵۳٫۹۲۵ g/mol می‌باشد. شکل ظاهری این ترکیب، Dark purple crystals است.